# 池间琉杏
池间琉杏（日语：／ Ikema Ruan，2004年3月16日—），日本女爱豆，亚洲女子偶像组合Gen1es成员。是第一位和目前唯一一位在中国制作的选秀节目中出道的日本女爱豆。
所属经纪公司为KISS Entertainment，为原日本女子偶像组合KISS GIRL'S成员。2021年，参加韩国选秀节目《Girls Planet 999》。2024年参加WeTV选秀节目《创造营亚洲》，成为创造营系列节目中第一个非中国籍的主题曲C位。最終获得第二名正式出道，追平日本选手在海外选秀中的最好名次。

## 早年经历
Ruan来自日本冲绳，出生于福冈市，父母都来自于石垣島。四岁时回到石垣岛，小学四年级搬到那霸。父亲很擅长冲绳传统乐器三味线，所以三味线也成为了Ruan的爱好。Ruan最喜欢的运动是排球，她小学二年级开始打排球，持续了七年，随学校排球队获得那霸地区第三名、冲绳县第八名的成绩。2021年，Ruan通过了Kiss Entertainment的面试，搬到东京开始了自己的演艺职业生涯。

## 职业生涯

### 2013年：电影首秀
Ruan小时候通过面试，以童星的身份出演了由田中圭、佐佐木希主演的电影《珊瑚护卫队》（《サンゴレンジャー/The Sango Rangers》）。电影于2013年上映，讲述了石垣岛保护珊瑚的故事。Ruan在电影里饰演小女孩Haruka。

### 2021年：《Girls Planet 999》
2021年Ruan赴韩国参加了女团真人选秀节目《Girls Planet 999》。她的官方介绍于7月19日公开。在第一轮淘汰赛中，Ruan因获得导师的planet pass（直通卡），而进入下一轮。最终在第11期节目的第三轮淘汰中出局，最终排名J组第五名，遗憾止步决赛。

### 2024年：《创造营亚洲》
2023年底，参加腾讯视频WETV海外选秀类节目《创造营亚洲》（Chuang Asia Thailand）。在Icon Siam的跨年活动中作为节目主题曲《Summer Dream》的Center初次登场，是创造营系列节目中第一个非中国籍的主题曲C位。总决赛中以总排名第二位成绩出道，是创造营历史上第二位成功出道的主题曲C位，同时也是创系列女团选秀中非中国籍选手获得的最高名次，追平了宫脇咲良在《PRODUCE 48》中以及宇野赞多在《创造营2021》中创造的日本选手在海外选秀中的最好成绩。
| 节目 | 播出      | 表演                                   | 排名 |
| EP02 | 2024.2.10 | 《JACKPOT》《SUMMER DREAM》(主题曲C位) | 8    |
| EP03 | 2024.2.17 | 《HARD》                               | 4    |
| EP04 | 2024.2.24 | 家访做客                               | 4    |
| EP05 | 2024.3.02 | 第一次顺位发布                         | 6    |
| EP06 | 2024.3.09 | 《Zigzag》(C位)                        | 2    |
| EP07 | 2024.3.16 | 第二次顺位发布                         | 2    |
| EP08 | 2024.3.23 | 《Night Walker》(C位)                  | 2    |
| EP09 | 2024.3.30 | 第三次顺位发布                         | 2    |
| EP10 | 2024.4.06 | 《Into the New World》《Say Yes》      | 2    |

## 影视作品

### 电影
| 年份   | 剧名       | 角色   | 备注 |
| ------ | ---------- | ------ | ---- |
| 2013年 | 珊瑚护卫队 | Haruka |      |

### 综艺节目
| 播出年份 | 播出日期         | 播放平台     | 节目名称                 | 期数             | 备注                      |
| -------- | ---------------- | ------------ | ------------------------ | ---------------- | ------------------------- |
| 2021年   | 8月6日－10月22日 | Mnet、NCsoft | 《Girls Planet 999》     | 共12期           | 参赛者，J05（第三輪淘汰） |
| 2024年   | 2月3日－4月6日   | WeTV、One 31 | 《创造营亚洲》           | 共10期           | 参赛者，以第2名出道。     |
| 2024年   | 8月10日          | 腾讯视频     | 《奔赴！万人现场》       | 第六期           | 打样音乐人表演            |
| 2024年   | 8月13日－8月30日 | 腾讯视频     | 《超新星運動會(第五季)》 | 共六期           | 運動員                    |
| 2025年   | 4月6日           | 腾讯视频     | 《创造营亚洲（第二季）》 | 第10期（成团夜） | 嘉宾学姐                  |

## 音乐作品

### 亚洲创造营时期
| 发行时间               | 作品资料        | 曲目 |
| ---------------------- | --------------- | ---- |
| 2024                   |                 |      |
| 《JACKPOT》            | - 先行表演      |      |
| 《HARD》               | - 公演1         |      |
| 《ZIGZAG》             | - 公演2         |      |
| 《NIGHTWALKER》        | - 公演3         |      |
| 《INTO THE NEW WORLD》 | - 成团夜(歌曲1) |      |
| 《SAY YES》            | - 成团夜(歌曲2) |      |

### Gen1es
| 发行年份 | 发行日期                        | 作品资料                       | 曲目 |
| -------- | ------------------------------- | ------------------------------ | ---- |
| 2024     |                                 |                                |      |
| 1月31日  | 《SUMMER DREAM》（英文）        | - 数位单曲                     |      |
| 4月7日   | 《LUCKY BELL》（英文）          | - Gen1es出道单曲               |      |
| 8月22日  | 《Hourglass》（英文）           | - Gen1es專輯同名主打曲         |      |
| 9月6日   | 《Dot Dot Dot》（英文）         | - Gen1es Hourglass             |      |
| 9月6日   | 《Sick of You》（英文）         | - Gen1es Hourglass             |      |
| 2025     |                                 |                                |      |
| 1月5日   | 《Paint The Town Blue》（英文） | - Gen1es 单曲-腾讯视频星光大赏 |      |
| 6月21日  | 《Vroom》                       | - Gen1es Gen1 先行曲           |      |
| 7月12日  | 《Rewrite》                     | - Gen1es Gen1 態度曲           |      |
| 7月21日  | 《Pretty Rose》                 | - Gen1es Gen1                  |      |
| 7月21日  | 《Juice》                       | - Gen1es Gen1                  |      |
| 7月21日  | 《WIFI》                        | - Gen1es Gen1                  |      |

## 获奖记录
| 日期         | 颁奖典礼         | 获奖名称         | 提名/作品      | 结果 |
| ------------ | ---------------- | ---------------- | -------------- | ---- |
| 2025年1月5日 | 腾讯视频星光大赏 | 年度海外潜力组合 | 精灵少女Gen1es | 獲獎 |

## 人物
- 喜欢的颜色是淡蓝色和紫色。
- 爱好是睡觉、制作串珠饰品。
- 中学三年级时代表学校参加了冲绳县中学生田径比赛，女子800m预选赛成绩为2:53.50[10]。
- 朋友约她去参加KISSent的征选会，最终通过公司面试，从而获得了参加999面试的机会。
- 参加999之前没有接触过KPOP，平时主要听如SPEED (日本音乐团体)、安室奈美惠等冲绳艺人的歌曲。
- 憧憬且作为自己爱豆榜样的是LE SSERAFIM的宮脇咲良，喜欢的艺人还有TWICE的湊崎紗夏以及今井美樱[11]。
- 因为和ME:I成员樱井美羽同为参加过《Girls Planet 999》，且都在后来的选秀节目成为主题曲C位，而引起热议。
- Ruan在第五届《超新星运动会》中，以3分25秒38的优秀成绩，斩获耐力吊环考核女子组冠军。[12]。
- 因为从小练习排球，Ruan在《超新星运动会》中主动与中国女排传奇人物郎平交谈。郎平跟Ruan分享了自己从小接触排球到成为奥运冠军和执教中国女排的经历，并肯定和鼓励了Ruan在吊环项目中的表现。[13]。
- 在第五届《超新星运动会》总决赛女子50米短跑项目中，没能挑战成功多次蝉联冠军的徐梦洁，最终获得银牌。